# Jemeljan Ivanovics Pugacsov

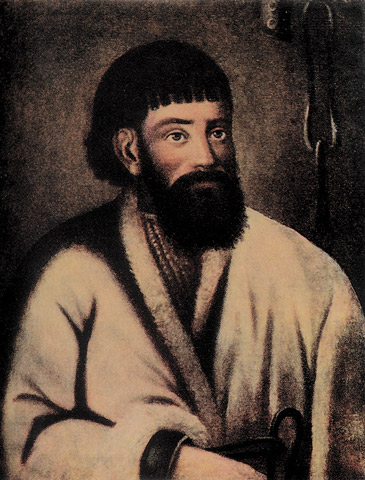
Pugacsov börtönben

Jemeljan Ivanovics Pugacsov (oroszul Емельян Иванович Пугачёв; 1742, Zimovejszkaja; 1775. január 21. Moszkva) doni kozák, a róla elnevezett parasztfelkelés vezetője. Voltaire az orosz Cromwellnek nevezte.

## Életrajza
1770-ig az orosz hadseregben szolgált, katonaként részt vett a hétéves háborúban (1756–1763), az 1764-es lengyel hadjáratban és az orosz–török háborúban (1768–1774), ahol súlyosan megsérült. Otthagyta a hadsereget és vándorútra kelt, 1772. évi kegyetlenül levert uráli kozáklázadás hírére elment Jaick (ma Oral) városába, de katonaszökevényként elfogták és börtönbe zárták, majd Szibériába száműzték. Pugacsov megszökött és 1773-ban elterjesztette azt a hírt, hogy ő az elhunytnak hitt III. Péter orosz cár, aki csodával határos módon túlélte hűtlen felesége, II. Katalin gyilkossági kísérletét.

## A felkelés előzményei
II. Katalin idején a nemesek jogait jelentősen kibővítették, ami önkényeskedésre adott lehetőséget. Ez különösen a jobbágyságot érintette súlyosan: a nemesek a jobbágyaikat eladhatták, mint egy rabszolgát, önkényesen deportálhatták vagy a családjuktól elszakítva, elzálogosíthatták, elárverezhették őket. Egy fiatal jobbágy lányért 10 rubelt adtak, miközben egy agárért több száz rubelt is fizettek. Az újságokban a jobbágyokat a lovak, disznók és birkák mellett kínálták eladásra. Nem véletlen, hogy a 18. század második felében gyakoriak voltak a parasztlázadások Oroszországban.
Az urak egyre igényesebbek lettek és ezzel nőtt a jobbágyok iránti kereslet is. A nemesek egyre több területet foglaltak el a földeken és a Volga mentén önkényesen, saját rendeletek alapján, ahol még viszonylag szabadon, törzsi körülmények között éltek különböző népcsoportok, aki az orosz uralom után már feudális iga alá is jutottak. Ezenfelül a cári kormányzás az urali kozákokat is célba vette. A kozákság független, önállóan gazdálkodó katonai közösség volt, mely körül szabad paraszti elemek is éltek, s a munkaerő, illetve a földek megszerzése akarták jobbágyaikká tenni és igába hajtani őket az orosz földesurak, aminek érdekében népszámlálást tartottak, fölméréseket végeztek és kényszertoborzást hajtottak végre a cári hadsereg részére. Az itt toborzott katonákat aztán nyugatra, vagy délre küldték a lengyelek, svédek, törökök és poroszok elleni háborúkba. Ezeken a területeken még az őslakosokat is kegyetlenül elnyomták, üldözték őket származásuk miatt. A természeti vallásokat követő népeket, vagy a muszlim hitűeket is gyakran erőszakkal próbáltak ortodox hitre bírni.
Ebben a feszült légkörben a hiszékeny parasztok körében egy nagyon hamis kép alakult ki Péterről. Péter cár valójában gyengejellemű és szellemileg retardált ember volt, míg a róla elterjedt legenda egy bátor, erős, bölcs férfit festett le, aki a nagy orosz nép érdekeit a szívén viselte. Pugacsov magát Péternek adta ki ugyan, de külsőleg cseppet sem hasonlított a cárra. Péter azonkívül, hogy értelmi fogyatékossággal is bírt, fizikailag is nagyon gyenge felépítésű volt és gyakran betegeskedett, ami állítólag halálát is okozta. Péterről sokan nem is tudták, hogy nem orosz, hanem német származású volt. Ezzel szemben Pugacsov életerős, keménykötésű férfiú volt, de a hamis legenda által megrajzolt Péter-képnek pontosan megfelelt, ezért csatlakoztak hozzá olyan sokan.
Bár nem Pugacsov volt az egyetlen ál-Péter, ugyanis a cár halála utáni években még három másik magát Péternek nevező személy bukkant fel, elsősorban ezeken a területeken, de róluk hamar kiderült, hogy csalók.

## A parasztfelkelés

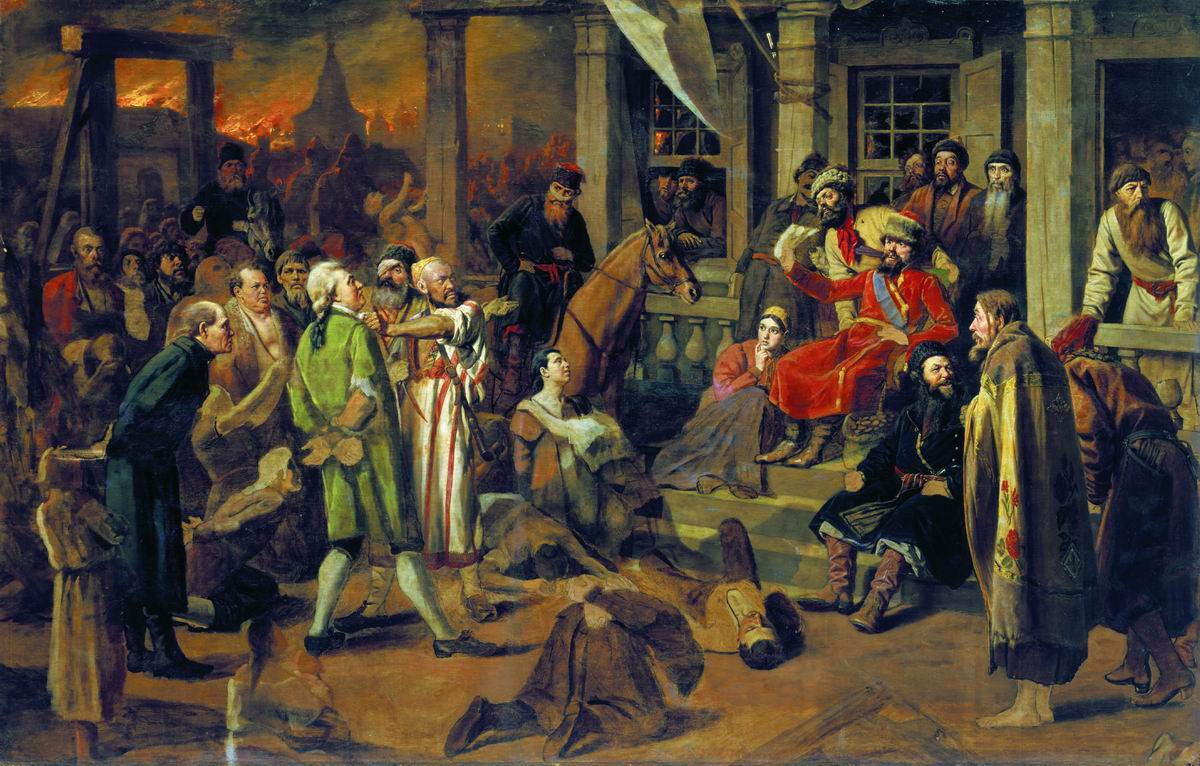
Vaszilij Grigorjevics Perov: Pugacsov törvényt ül (1879), Szentpétervár, Orosz Múzeum

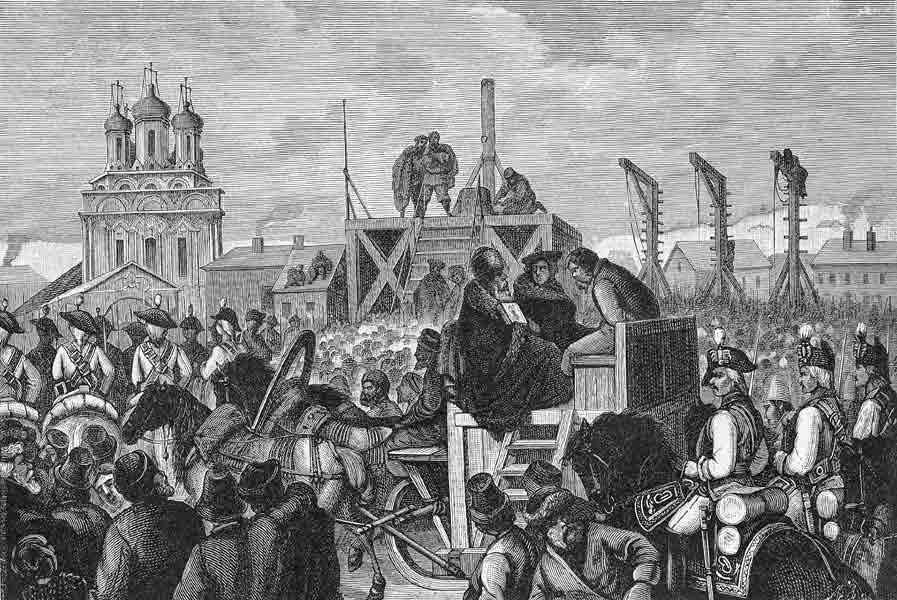
Pugacsov kivégzése, 1855

A parasztok 1773-ig vártak a legnagyobb lázadással: sokáig terjengtek hírek egy jobbágyfelszabadításról. A trónt csupán rövid ideig birtokló III. Péter szándékosan táplált ilyen és ehhez hasonló reményeket, sőt néhány rendeletet is hozott (közvetetten) a jobbágyok érdekében: elrendelte az egyházi javak szekularizációját és egyes jobbágyok állami jobbágy státuszba emelését; megtiltotta a jobbágyok eladását nem nemesek részére; megtiltotta a jobbágyok eladását bányákba és gyárakba; megkegyelmezett az óhitűeknek és vallási szakadároknak. Péter intézkedései nem voltak komolyan vehető reformkísérletek, valójában a kritikátlanul poroszimádó cár utánozni próbálta példaképének tartott II. (Nagy) Frigyest. Ám a rendeletek kapcsán figyelmen kívül hagyta az orosz törvényeket és szokásokat, így nem lehetett ezeket mind keresztülvinni, mások pedig a bojárok ellenállásán buktak meg. Ennek ellenére ezeket az intézkedések pozitívan fogadta a köznép, s fontos szerepet játszottak abban, hogy Pugacsovot azonnal elfogadták, amikor III. Péter cárnak adta ki magát.
1773. szeptember 17-én nevével ellátott kiáltványt adott ki a Jaik folyó menti kozákokhoz intézve, amelyben meghirdette a parasztháborút (a kiáltvány nemcsak orosz nyelven került kihirdetésre, hanem az iszlám papok, a mullák révén lefordították tatárra és más nemzetiségek nyelvére). Ezt további kiáltványok követték (III. Péter dekrétumait kiegészítve), amelyekben jobbágyfelszabadítást, a hadkötelesség eltörlését, az adóbeszolgáltatás feloldását és földosztást ígért a parasztoknak. A végső cél Katalin trónfosztása és egy kozák-paraszt állam megteremtése volt, melynek uralkodója az igazságos „paraszt-cár”.
A számos Pugacsov-kiáltvány közül az 1774-es cseljabinszki felhívás így hangzott:
Urunk Jézus Krisztus Mindenható gondviselése készül már megszabadítani Oroszországot a jobbágymunka igája alól… Oroszország gyenge és kimerült. De, vajon kik merítették ki, kik viszik pusztulás felé? Ezt magatok is tudjátok! A nemesek birtokolják a parasztot! S bár meg vagyon írva Isten törvényeiben, miszerint úgy kell bánniuk velük, mint gyermekeikkel, a nemesek nemcsak rabszolgáiknak tekintik őket, hanem még a nyúlvadászatra tartott kutyáknál is hitványabbaknak… Akik iparhoz jutnak és manufaktúrákat alapítanak, jobbágyaikat olyan körülmények között dolgoztatják, hogy még a fegyházakban sem látni ehhez hasonlót… A szerencsétlenséget, amit a hatalom urai raktak a szegény nép vállára, sehol e világon nem tapasztalják az emberek olyan pusztító erővel, mint Oroszországban…
A kiáltványnak mintájául szolgált Benyovszky Móricz másfél évtizeddel korábbi manifesztuma, aki Kamcsatkán kirobbantott egy cár elleni lázadást, melynek hamar nagy híre lett.
Érthetően sokan álltak be követői közé, nemcsak parasztok, de szabad kozákok, bányászok, fegyvergyárak és manufaktúrák munkásai (utóbbi kettőt a fegyverkészítésre alkalmazták a felkelők). Követőinek 40 százaléka a nemzetiségek közül való baskírok, tatárok és kalmükök voltak, akik a cári és keresztény iga alóli felszabadulást remélték. A mozgalom gyorsan terjedt az Urál és a Volga-vidék népei között és Szibéria egyes részein.
Pugacsov a parasztok egyszerű észjárását követte: »ha Moszkvából rossz politika jön, akkor lehetetlen, hogy ott az igazi cár ül! Tehát Pugacsov a szavahihetőbb cár. Egy igazi cártól jönnek a helyes dekrétumok, amik hasznosak!« Pugacsov ezzel a taktikával nagy népszerűségre tett szert: hamarosan tízezrek álltak mögötte. Akadtak még más felkelő gócok, akik Pugacsovtól függetlenül harcoltak, de nem voltak annyira eredményesek, mint a kozák lázadó seregei.
Pugacsov felkelői a Gyemidov-fegyvergyár elfoglalása után jelentős felszereléshez is jutottak. Pugacsov ezután még győzelmek sorát vitte végbe, több várat és erődöt elfoglalt, s az általa megszállt területeken megszervezte a maga közigazgatását is, kinevezte a maga tisztviselőit, rendeleteket és törvényeket alkotott, szabályosan egy új államot alakított ki. A cári sereg sorozatos vereségeinek egyik oka volt, hogy Katalin az hadvezetés még az elején nem értékelte többre Pugacsov mozgalmát az eddig felkeléseknél a törökök ellen vívott háborúhoz képest, ami már jó ideje dúlt, ezért kisebb erők harcoltak Pugacsov ellen.
A Törökországgal is hadban álló II. Katalin akkor kezdte a lázadást komolyan venni, amikor a felszaporodott sereg bevette Orenburgot, az Ural-vidék kereskedelmi központját és a környék földesurai Moszkvába menekültek. Orenburg lett aztán Pugacsov parasztállamának központja, amely már komoly bizonytalansággal töltötte el Moszkvát. Katalin cárnő ekkor hatalmas összegű vérdíjat, 100 ezer rubelt tűzött ki az önjelölt cár fejére. Pugacsov Kazanyig vonult, júliusban felégette a várost, de az ottani Kremlt nem tudta bevenni. Miután a sumlai és kozludzsai csatákban az orosz hadsereg végleges győzelmeket aratott a törökökön, ezzel az orosz-török háború a végéhez közeledett, a cárnő a frontról visszatérő hadakból többet ellenük küldött, akik Pugacsov parasztokból álló csapatait a Volgánál megszorongatták. A laza fegyelmű és már tartalékaiból kifogyó felkelők demoralizáltak voltak, de Pugacsov az addig tőle függetlenül harcoló doni kozákok, csuvasok és mordvinok támogatására még számított, viszont azok ereje már a korábbi harcokban kimerült, így nem tudták követni. Miután a törökök elleni háború végleg lezárult, valamennyi orosz haderő visszatért, hogy felszámolja Pugacsov seregeit és az egymástól külön harcoló gócait a parasztfelkelőknek és a nemzetiségeknek. Ennek ellenére augusztusban a parasztcár még bevette Szaratovot és Penzát. Ezután dél felé indult, megostromolta Caricint (ma Volgográd), de a közeli Szareptánál szeptember 3-án döntő vereséget szenvedett, menekülnie kellett. Ronccsá lett seregével már csak önmagáért folytathatta a harcot.
Közben Pugacsov fejére már csökkentett ötvenezer rubeles vérdíjat tűztek ki, amiért és a remélt amnesztiáért alvezérei elárulták és kiadták. A foglyul ejtett Pugacsovot Szuvorov orosz tábornok Moszkvába vitte, ahol 1775. január 21-én nyilvánosan, ötödmagával lefejezték. 1775 végén a még fogságban lévők amnesztiát kaptak. A kormányzat felismerte, hogy a peremterületeken a helyi önkényeskedés mérséklésére meg kell erősítenie hatalmát, ez volt az 1775-ös közigazgatási reform célja.

## Pugacsov irodalmi művekben és filmvásznon

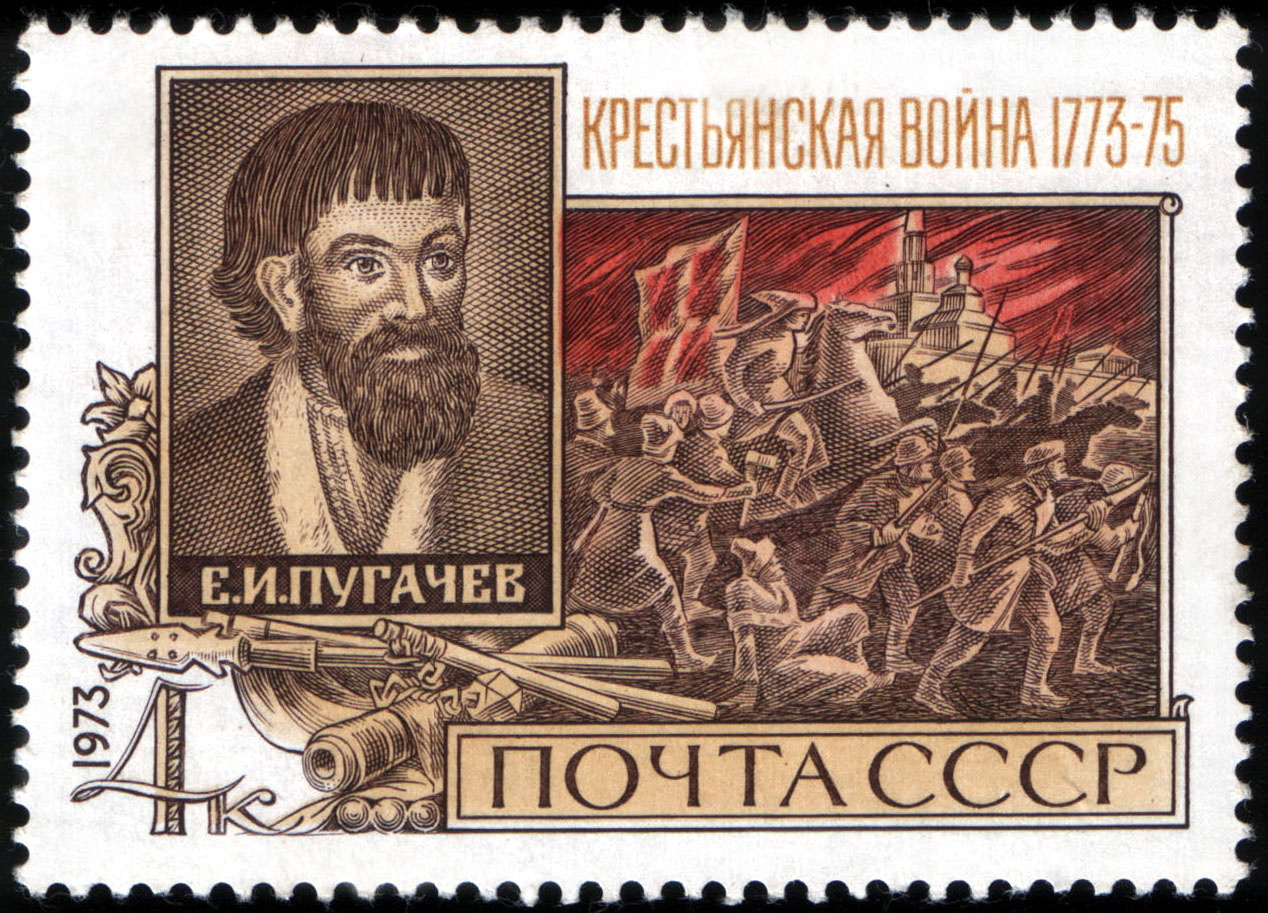
Pugacsov egy 4 kopejkás szovjet postai bélyegen, 1973

- Pugacsov történetét Puskin A kapitány lánya (Капитанская дочка, 1836) című történelmi regényében dolgozta fel, amelyben a romantika és realizmus elemei keverednek; a regényből Az orosz lázadás (2000) címmel orosz-francia együttműködéssel, Alekszandr Proskin rendezésében film készült.[8]
- Puskin a Pugacsov felkelés története (История Пугачева, 1834) című értekezésében a lázadás előzményeit és gazdasági, szociális és politikai hátterét elemzi;
- Szintén a parasztfelkelés történetéről szól a Pugacsov című orosz film (1978) Alekszej Szaltikov rendezésében[9]

## Külső hivatkozások
- 230 éve végezték ki Pugacsovot, az orosz parasztforradalmárt 2005. január 21. 15:48
- Größter Bauernkrieg der russischen Geschichte 1773–1775
- Krizsán László: Benyovszky Ázsiában Terebess Kiadó, Budapest, 2003